# Powiat de Kutno
Pour les articles homonymes, voir Kutno (homonymie).
Le powiat de Kutno (polonais : powiat kutnowski) est un powiat (district - une division administrative territoriale) de la voïvodie de Łódź, dans le centre-sud de la Pologne.
Il est né le 1er janvier 1999, à la suite des réformes polonaises de gouvernement local passées en 1998 et créée en 2002 à partir de la zone nord-est du powiat de Łódź-est. 
Le siège administratif (chef-lieu) du powiat est la ville de Kutno, qui se trouve à 51 kilomètres au nord de Łódź (capitale de la voïvodie). Il y a deux autres villes dans ce powiat : Żychlin, située à 18 kilomètres à l'est de Kutno, et Krośniewice, située à 14 kilomètres à l'ouest de Kutno
Le district couvre une superficie de 886,29 kilomètres carrés. En 2006, sa population totale est de 104 124 habitants, avec une population pour la ville de Kutno de 47 557 habitants, pour la ville de Żychlin de 8 880 habitants, pour la ville de Krośniewice de 4 647 habitants et une population rurale de 43 040 habitants.

## Division administrative
Le district est subdivisé en 11 gminy (communes) (1 urbaine, 2 mixtes et 8 rurales) :
- Commune urbaine : Kutno.

- Communes rurales : Bedlno, Dąbrowice, Krzyżanów, Kutno, Łanięta, Nowe Ostrowy, Oporów et Strzelce.
- Communes mixtes : Krośniewice et Żychlin.

Celles-ci sont inscrites dans le tableau suivant, dans l'ordre décroissant de la population.
| Gmina                                                   | Type         | Supérficie (km²) | Population (2008) | Chef-lieu    |
| Kutno                                                   | urbain       | 33,6             | 47 557            |              |
| Gmina Żychlin                                           | urbain-rural | 76,7             | 12 984            | Żychlin      |
| Gmina Krośniewice                                       | urbain-rural | 94,7             | 9 037             | Krośniewice  |
| Gmina Kutno                                             | rural        | 122,3            | 8 357             | Kutno *      |
| Gmina Bedlno                                            | rural        | 126,0            | 6 153             | Bedlno       |
| Gmina Krzyżanów                                         | rural        | 103,0            | 4 468             | Krzyżanów    |
| Gmina Strzelce                                          | rural        | 90,1             | 4 178             | Strzelce     |
| Gmina Nowe Ostrowy                                      | rural        | 71,6             | 3 870             | Nowe Ostrowy |
| Gmina Oporów                                            | rural        | 67,7             | 2 753             | Oporów       |
| Gmina Łanięta                                           | rural        | 54,8             | 2 673             | Łanięta      |
| Gmina Dąbrowice                                         | rural        | 45,9             | 2 094             | Dąbrowice    |
| * Le siège ne fait pas partie du territoire de la gmina |              |                  |                   |              |

## Démographie
Données du 31 décembre 2014 :
| Description | Total   | Total | Femmes | Femmes | Hommes | Hommes |
| ----------- | ------- | ----- | ------ | ------ | ------ | ------ |
| Unité       | Nombre  | %     | Nombre | %      | Nombre | %      |
| Population  | 103 007 | 100   | 53 497 | 51,94  | 49 510 | 48,06  |
| Urbain      | 60 488  | 58,72 | 32 072 | 31,14  | 28 416 | 27,59  |
| Rural       | 42 519  | 41,28 | 21 425 | 20,80  | 21 094 | 20,48  |

## Histoire
De 1975 à 1998, les différentes gminy du powiat actuel appartenaient administrativement à la voïvodie de Skierniewice.